# Lisa Chapman
Lisa Chapman (* 4. Juni 1966) ist eine ehemalige englische Badmintonspielerin. 

## Karriere
Lisa Chapman gewann 1983 drei Medaillen bei der Junioren-Europameisterschaft sowie 1983 und 1984 drei Titel bei den englischen Einzelmeisterschaften der Junioren. Bei den Erwachsenen konnte sie sich jedoch nicht wie erwartet in Szene setzen, so dass mit dem Titelgewinn bei den Belgian International 1984 der einzige internationale Titel in ihrer Erfolgsbilanz zu Buche schlägt. Mit der englischen Nationalmannschaft tourte sie in den beiden genannten Jahren durch Indonesien und China.

## Erfolge
| Saison | Veranstaltung                             | Disziplin   | Platz | Name                           |
| ------ | ----------------------------------------- | ----------- | ----- | ------------------------------ |
| 1983   | Junioren-Europameisterschaft              | Mixed       | 3     | Timothy Moseley / Lisa Chapman |
| 1983   | Junioren-Europameisterschaft              | Team        | 1     | England                        |
| 1983   | Junioren-Europameisterschaft              | Damendoppel | 1     | Lisa Chapman / Jane Shipman    |
| 1983   | England: Einzelmeisterschaft der Junioren | Damendoppel | 1     | Lisa Chapman / Jane Shipman    |
| 1984   | Belgian International                     | Damendoppel | 1     | Wendy Massam / Lisa Chapman    |
| 1984   | England: Einzelmeisterschaft der Junioren | Mixed       | 1     | Darren Hall / Lisa Chapman     |
| 1984   | England: Einzelmeisterschaft der Junioren | Damendoppel | 1     | Lisa Chapman / Clive Palmer    |